# Depresiunea Dumitrești
Depresiunea Dumitrești, de tip intracolinar, este o unitate de relief în Subcarpații de Curbură. Este drenată de râul Râmnicul Sărat.